# The Island (2005)
The Island is een Amerikaanse dystopische sciencefictionfilm uit 2005.

## Het verhaal
De film speelt zich af in het jaar 2019. Lincoln Six Echo (Ewan McGregor) en Jordan Two Delta (Scarlett Johansson) zijn twee inwoners van een gesloten en streng gecontroleerde gemeenschap. Alles lijkt erop te wijzen dat dit wel logisch is, aangezien er in het verleden een gigantische ramp opgetreden is, en de inwoners van het hermetisch afgesloten complex de enige overlevers zijn van de Besmetting. Het lijkt dan ook vanzelfsprekend dat men regelmatig een dokter bezoekt en iedereen perfect gezond moet zijn. Verder is het ook verboden om elkaar aan te raken. De overlevenden dragen wit en het personeel, naar men aanneemt bestaand uit de allereerste overlevenden, draagt zwart.
Alle bewoners spelen mee met een loterij, waardoor ze een reis kunnen winnen naar het zogenaamde Eiland. Het wordt voorgesteld als een groot tropisch paradijs in de open lucht, de enige plaats op aarde waar de besmetting niet heeft plaatsgevonden. Op dit eiland bouwen de gelukkige loterijwinnaars als nieuwe Adams en Eva's de menselijke samenleving opnieuw op.
Lincoln heeft echter vreemde nachtmerries en twijfelt ook aan zijn bestaan in de gemeenschap. Waarom doet hij het werk dat hij doet? Wat was de Besmetting precies, en hoe is hij hier gekomen? Waarom draagt iedereen witte overalls en sportschoenen? Wat is de betekenis van zijn dromen? Lincoln praat hier met zijn dokter over.
Op een bepaald moment wint Jordan de loterij. Kort daarvoor ontdekt Lincoln een mot in het complex, wat vreemd is daar al het leven geacht was uitgeroeid te zijn. Hij klimt omhoog en belandt op de hogere verdiepingen, waar hij ziet dat een zwangere vrouw die zogenaamd naar het Eiland zou gaan na het baren van haar kind gedood wordt. Ook is hij getuige van de ontsnapping van een 'winnaar' uit een operatiekamer, waar ze op het punt stonden hem van zijn organen te ontdoen. Huilend en smekend wordt de man teruggesleept, de operatiekamer in. Wanneer Lincoln zich zodoende realiseert dat er geen eiland is, maar dat alle winnaars van de loterij deskundig vermoord worden, verhindert hij dat Jordan weg moet.
Het tweetal slaagt er op het nippertje in om uit het complex te ontsnappen om dan tot de vaststelling te komen dat de realiteit heel anders is. Het complex is als het ware een kweekcentrum voor levensverzekeringen. Mensen gooien er een fors kapitaal tegen om zich te laten klonen zodat bij een ongeval direct tot orgaandonatie kan worden overgegaan. Dit is het moment waarop de kloon de loterij wint. De kloonouders weten echter niet dat hun kloon een leven leidt. Zij denken dat de klonen geen bewustzijn of gevoelens kennen en in vegetatieve staat worden gehouden tot ze nodig zijn. Dit is echter niet mogelijk omdat dergelijke klonen in het verleden onvoldoende resultaat hebben opgeleverd, en daarom werkt men met volledig bewuste klonen die echter door middel van het verhaal over de Besmetting en het Eiland in het ongewisse worden gelaten. In werkelijkheid worden de klonen kunstmatig opgekweekt als volwassen personen, en zijn de herinneringen geïmplementeerd. De oudste kloon in het complex is 7 jaar oud, Lincoln is 3, en Jordan is 4.
Lincoln en Jordan gaan vervolgens op zoek naar hun ouders, waar zij de kloon van zijn. Die van Jordan is een model dat in New York woont. Ze gaan eerst naar die van Lincoln die ontwerper is en in Los Angeles verblijft. De eerste schreden in de wereld buiten het complex leiden tot komische taferelen omdat Lincoln en Jordan niets gewend en dus vreselijk naïef zijn.
De directeur van het complex huurt intussen huurlingen in om hen terug te brengen. Een werknemer van het complex die Lincoln en Jordan op weg helpt naar LA wordt in het treinstation door huurlingen doodgeschoten. In Los Angeles aangekomen wordt het koppel op de hielen gezeten door de huurlingen en daarbij worden flink wat brokken gemaakt. Toch slagen ze erin bij de echte Lincoln te komen. Daar zien ze een nieuwsbulletin en ze besluiten de waarheid over het complex te openbaren op televisie. De originele Lincoln belooft hen te helpen maar belt stiekem het complex. Daarna gaan de twee Lincolns op weg. Het complex bericht dan weer de huurlingen en het komt opnieuw tot een destructieve achtervolging. Die eindigt in een vechtpartij tussen Lincoln en Lincoln 6E en de huurlingenleider Laurent die niet kan uitmaken wie de originele Lincoln is. In een list hangt Lincoln 6E zijn polsbandje van het complex om diens pols. De originele Lincoln wordt hierop neergeschoten.
In het complex werd intussen ontdekt dat de kloonseries waaruit Lincoln (E-serie) en Jordan (D-serie) komen en nog andere series de eigenschap menselijke nieuwsgierigheid hebben en daardoor een risico vormen voor de geheimhouding. Bovendien bestaat de mogelijkheid dat Lincoln hen heeft beïnvloed met zijn praatjes. Er wordt besloten al deze series te verwijderen, door hen allemaal de loterij te laten 'winnen'.
Lincoln 6E, die nu gezien wordt als de originele Lincoln, gaat terug naar het huis waar Jordan nog is. Hij wordt opgebeld met excuses voor het ongemak en het aanbod gratis zichzelf opnieuw te laten klonen. Jordan komt te weten wat het complex van plan is door de belofte van de PR-manager dat de 'defecte klonen' zullen worden 'opgeruimd'. Lincoln en Jordan besluiten terug naar het complex te gaan om de holografiemachine die de valse realiteit van de klonen creëert te saboteren. Lincoln raakt binnen onder het mom de originele Lincoln te zijn. Jordan wordt gevangengenomen nadat ze een betaalpasje gebruikt, een handeling die de huurlingen digitaal oppikken. Zo lokaliseren ze haar. Haar ouder heeft een auto-ongeval gehad en heeft haar organen nodig. Jordan wordt naar het complex teruggevoerd maar weet daar wederom te ontsnappen. Ze had nl. in het huis van Lincoln een pistool gevonden.
Ze slagen erin de holografiemachine te vernielen waarop alle klonen uit het complex ontsnappen en de echte wereld ontdekken. Jordan redt nog net op tijd de 'loterijwinnaars', die al in een gaskamer waren gedreven om daar te worden vergast. De huurling Laurent krijgt sympathie voor Lincoln en Jordan en laat hen gaan. Op de slotscène varen ze met de Renovatio, een luxe motorjacht dat de originele Lincoln ontwierp, naar een echt tropisch eiland.

## Rolbezetting
| Acteur                | Personage                     | Opmerkingen        |
| --------------------- | ----------------------------- | ------------------ |
| Ewan McGregor         | Lincoln 6 Echo / Tom Lincoln  |                    |
| Scarlett Johansson    | Jordan 2 Delta / Sarah Jordan |                    |
| Djimon Hounsou        | Albert Laurent                |                    |
| Sean Bean             | Dr. Merrick                   |                    |
| Steve Buscemi         | James McCord                  |                    |
| Michael Clarke Duncan | Starkweather 2 Delta          |                    |
| Ethan Phillips        | Jones 3 Echo                  |                    |
| Brian Stepanek        | Gandu 3 Echo                  |                    |
| Noa Tishby            |                               | Omroepster complex |
| Siobhan Flynn         | Lima 1 Alpha                  |                    |
| Troy Blendell         |                               | Huurling           |
| Jamie McBride         |                               | Huurling           |
| Kevin McCorkle        |                               | Huurling           |
| Gary Nickens          |                               | Huurling           |
| Kathleen Rose Perkins |                               | Huurling           |
| Richard Whiten        |                               | Huurling           |

## Achtergrond

### Gelijkenissen met andere films
De film vertoont qua verhaal grote gelijkenissen met de film Parts: The Clonus Horror uit 1979. Dit leidde ertoe dat de makers van deze film een rechtszaak aanspanden tegen DreamWorks. Deze rechtszaak werd uiteindelijk buiten de rechter om beslecht toen DreamWorks 1 miljoen dollar betaalde aan de producers van Parts: The Clonus Horror.
Een tweede verfilming van Logan's Run stond ook gepland toen The Island werd uitgebracht. Mogelijk zorgde het feit dat beide films een gelijke plot en verhaallijn hadden ervoor dat deze tweede Logan’s Run uiteindelijk werd geschrapt en vervangen door Speed Racer.

### Achter de schermen
Johansson wilde de scène waarin ze ontwaakt eigenlijk topless spelen, maar regisseur Michael Bay was tegen dit plan omdat hij de film graag een PG-13 rating wilde laten krijgen.
De scènes in de stad werden opgenomen in Detroit.

### Reacties
Binnen de Verenigde Staten was The Island een financiële flop. De opbrengst bedroeg US$36 miljoen. Wereldwijd deed de film het beter. Daar bracht de film US$162 miljoen op.
De film werd met gemengde reacties ontvangen door critici.

## Prijzen en nominaties
The Island werd genomineerd voor drie prijzen, maar won geen van allen.
- 2005: de Teen Choice Award voor Choice Summer Movie
- 2006: de Saturn Award voor beste sciencefictionfilm.
- 2006: De Golden Reel Award voor beste geluidsmontage in een film – geluidseffecten.